# Turul (madár)

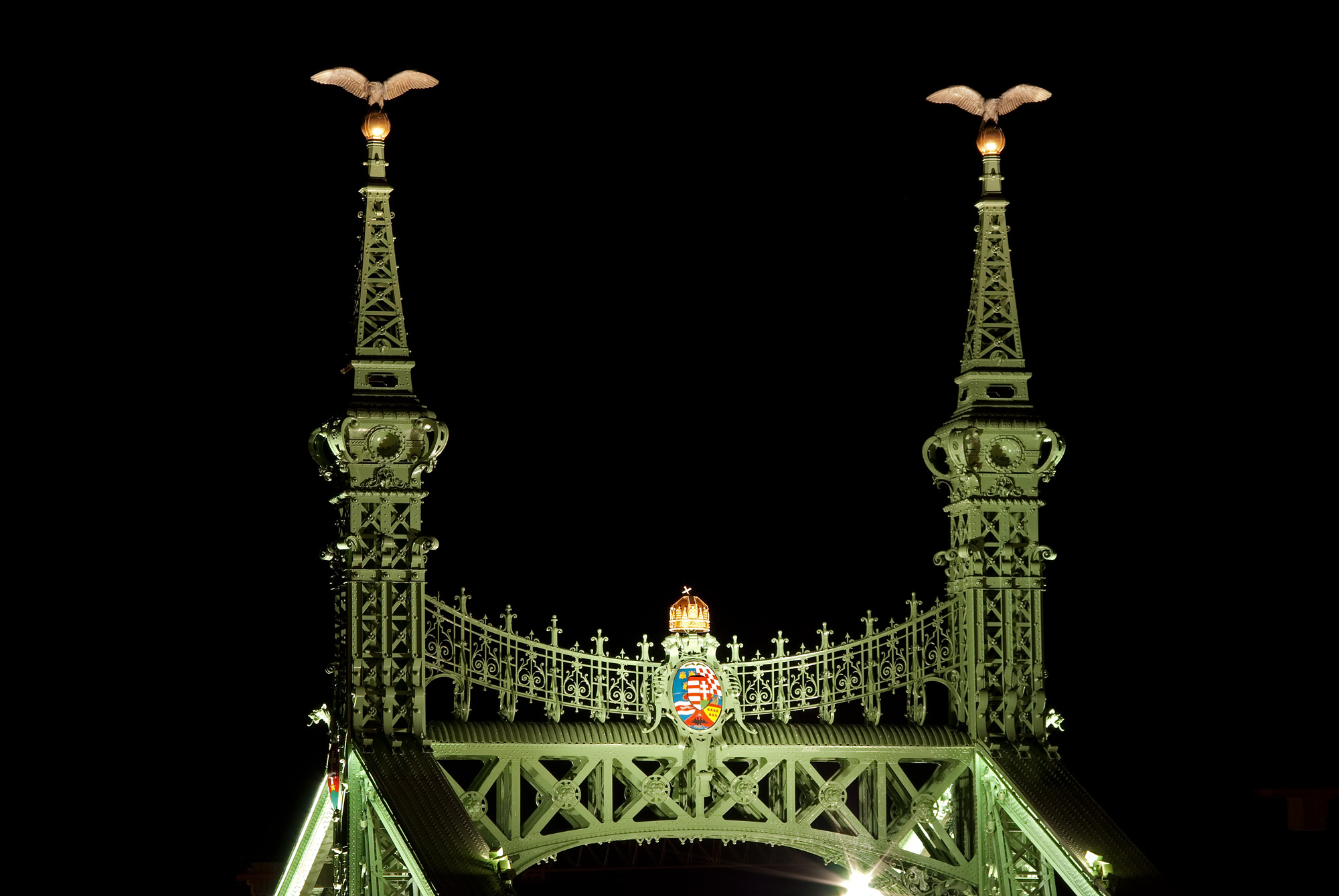
A Szabadság híd pilléreinek turulszobrai díszkivilágításban

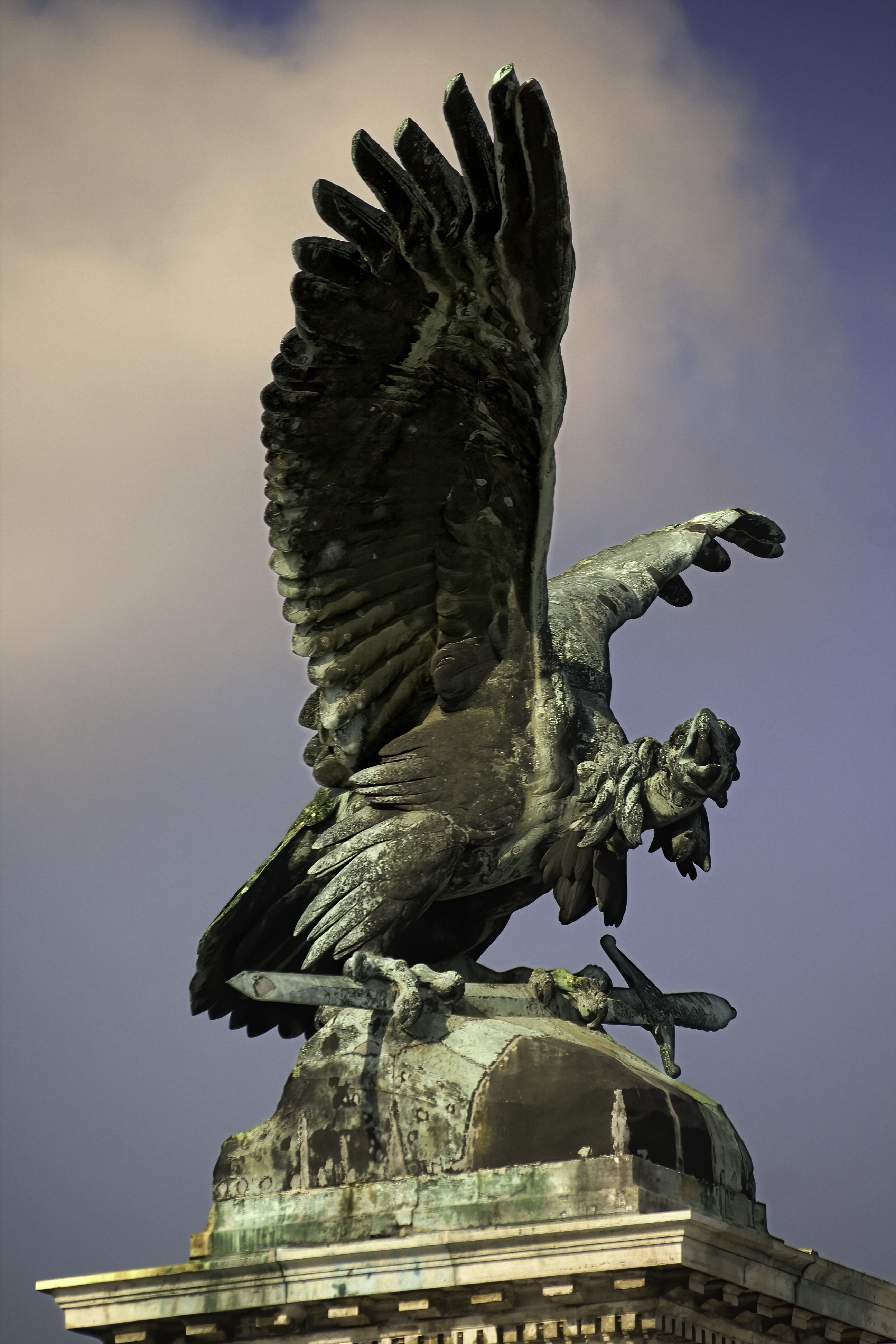
Koronás fejű turul a budai Várban

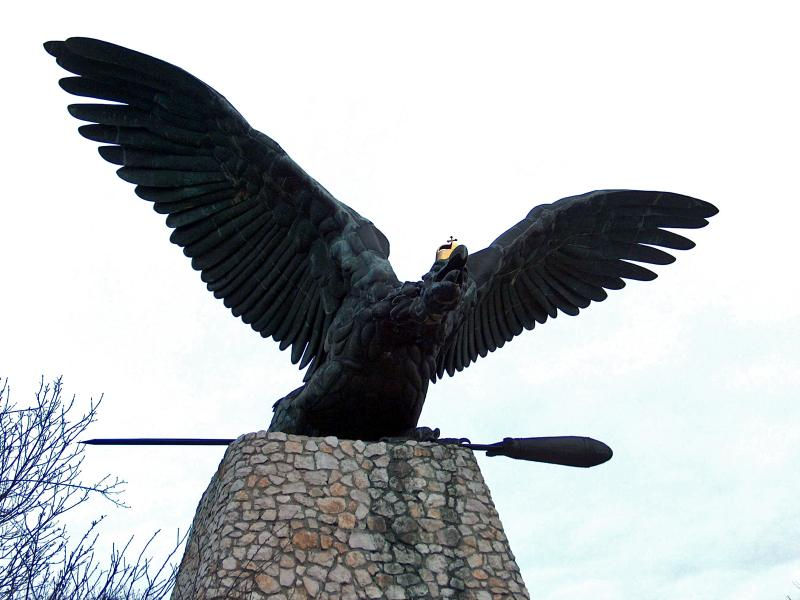
A tatabányai Turul-emlékmű, Európa egyik legnagyobb madárábrázolása

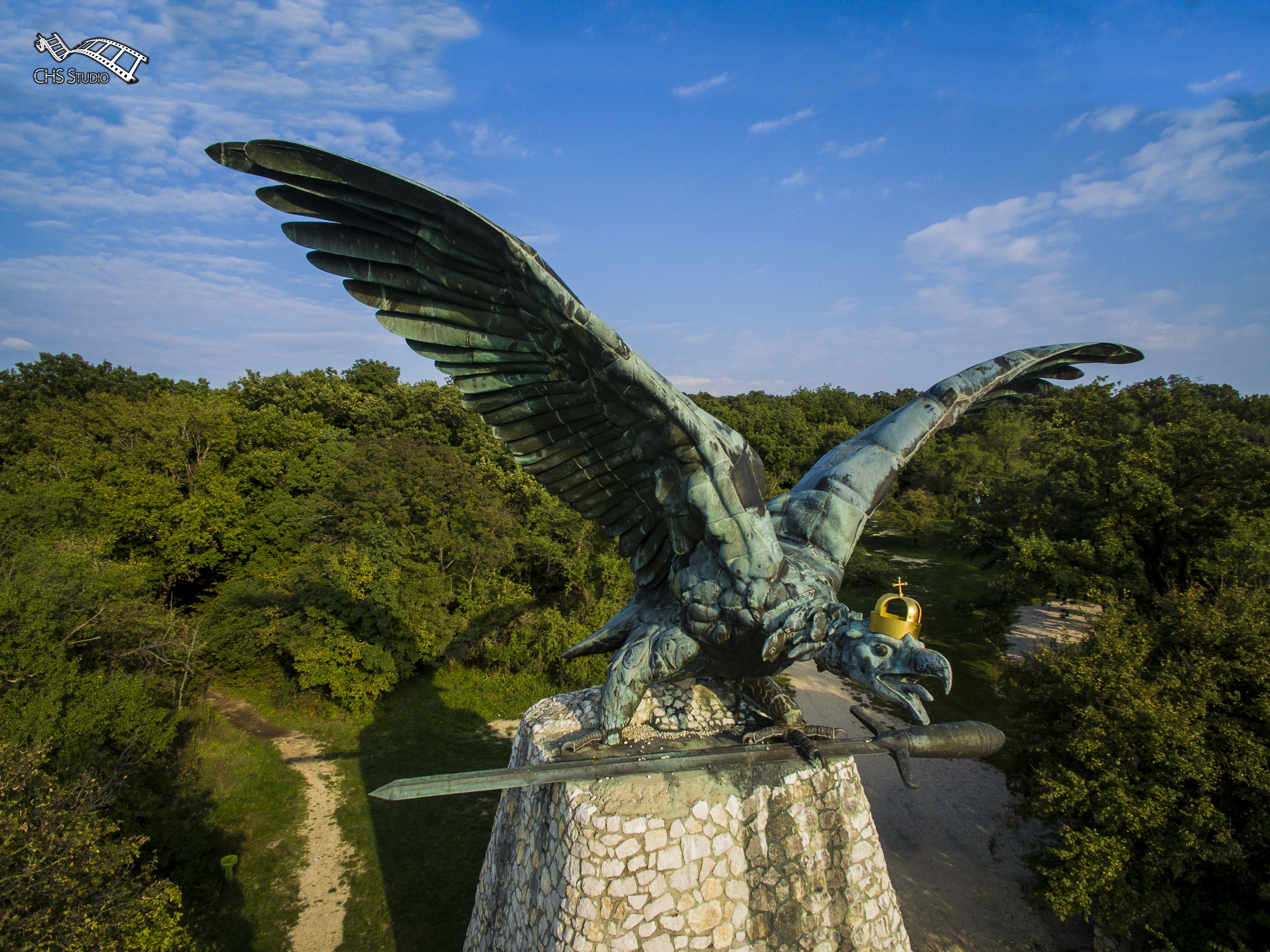
A tatabányai Turul egyedi perspektívából (2017. szeptember)

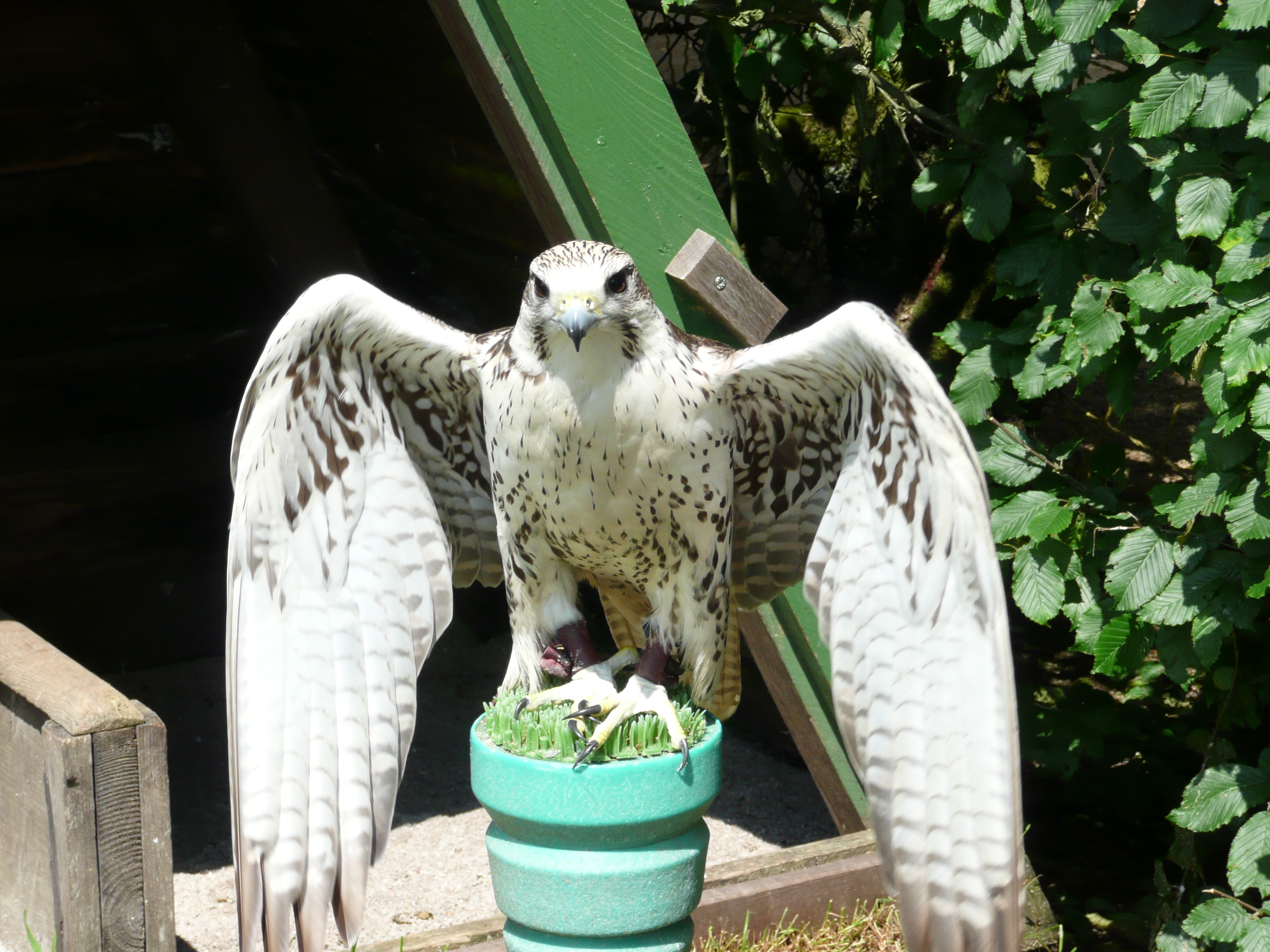
Északi sólyom (Falco rusticolus). – Az északi sólyom és a kerecsensólyom hibridje lehet az altaj sólyom, a turul egyik felmerült rendszertani megfeleltetése

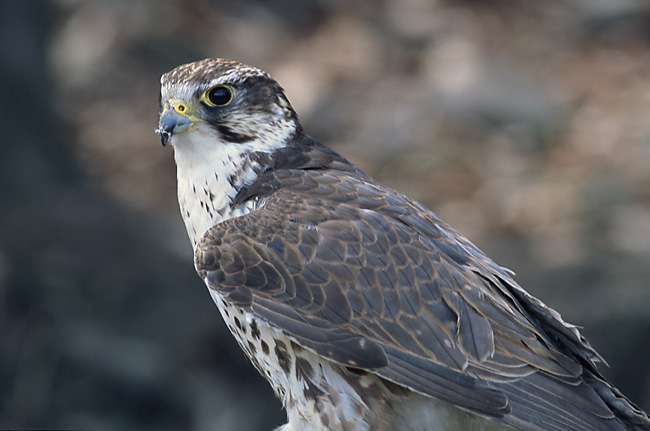
Kerecsensólyom

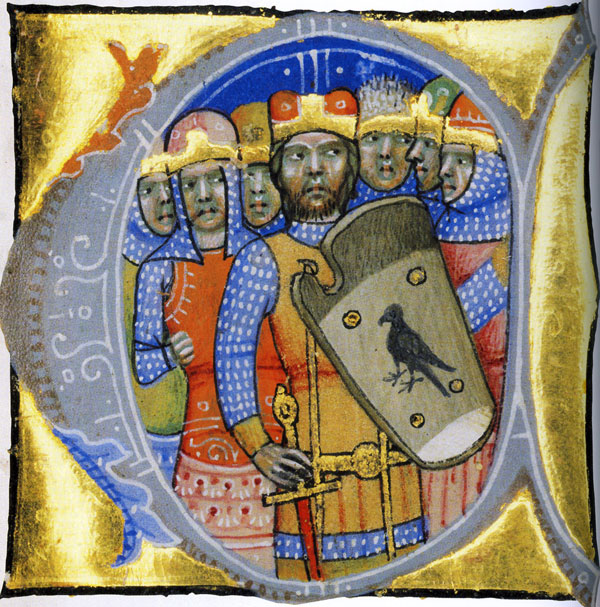
A Képes krónika illusztrációja, Árpád pajzsán a turulmotívum

A turul a magyar eredetmondák legendás madara. Kézai Simon szerint Attilától Géza fejedelem idejéig a koronás fejű turul volt a magyarság hadi jelvénye.
| (magyarul) „Etele király címerén is, melyet tulajdon pajzsán szokott volt hordani, koronás fejű madár volt ábrázolva, melyet magyarul turulnak hívnak ” | (latin)„Banerium quoque regis Ethelae, quod proprio scuto gestare consueverat, similitudinem avis habebat, quae hungarice turul dicitur, in capite cum corona” |
| – Kézai Simon: Gesta Hunnorum et Hungarorum | |

## Eredete

### Szófejtés
A szó török eredetű (a csagatáj toğrul vagy tuğrul vadászsólymot jelent), a törökben tarağay, több török nyelvben kis termetű madarak neve turğay. A törökben is megvolt tuğrul alakban, amit egyrészt török személynevek bizonyítanak (mint például Ertuğrul), másrészt a csuvasban ma is turul kajăk, azaz szó szerint turul madár alakú a fogalom. Az ősi magyar nyelv három szót ismert a sólymok különböző fajtáira: a kerecsen, a zongor (ebből származtatható a Csongor név is) és a turul szavakat; az ősi, a használatból kiveszett túrul szót 19. század eleji költőink hozták újra használatba turul alakban.
A szó eredete a tur- tőre (mint türk, török), és az -ul képzőre vezethető vissza (amely megjelenik a karvaly, ölyv, torontál, sólyom, kánya szavakban is).[forrás?] A magyar etnogenezisről árulkodik a török népekre jellemző totemállat megjelenése, és rendkívül fontos mitológiai szerepe.[forrás?] Szergej Anatoljevics Sztarosztyin a *tarakaj szóalakot rekonstruálta prototörök „sólyom” jelentésűként. Emellett jelentős szempont lehet a csuvas ételĕk (kerecsensólyom) szóalak is, mivel az valószínűleg rokonságban áll a csuvas atte (apa) szóval.[forrás?]
Vámbéry Ármin létező török szóra vezeti vissza a turul kifejezés eredetét: „A szó eredeti alakja tograul, tugraul 'a szétdaraboló, szétmarcangoló' < togra-, tugra- 'szétdarabolni, szétmarcangolni'; vö. oszm. Ertogrul (tulajdonnév) 'az embert-tépő'.”
Sudár Balázs szerint a toğrul a togramak „felaprítani” ige származéka lehet. Ez igének a különféle alakjai szinte minden török nyelvben kimutathatóak, és már a korai szótárakban is föllelhetőek.

### Azonosítása
Egyes elképzelések szerint a mondai turul a következő valós vagy vélt, élő- vagy mondabeli lényekkel azonosítható:
- az altaj sólyommal (Falco cherrug altaicus),
- a kerecsensólyommal (Falco cherrug),
- a szirti sassal (Aquila chrisaetus),
- a fakó keselyűvel (Gyps fulvus),
- a griffmadárral (lásd alább).

Teljes bizonyossággal nem dönthető el, hogy a turul valójában sas vagy sólyom; a mítoszok értelmezése alapján egyesek szerint sasról van szó; a nyelvi bizonyítékok a sólyom jelentés mellett szólnak. A solymászat belső-ázsiai eredetű, és a sztyeppei népek egyik vadászati módja volt. Hét régi vadászmadár nevünk, a sólyom, ölyv, turul, torontál, bese, zongor és karvaly török eredetű, ezek mellett a kerecsen és karvaly név tövében is felfedezhető az ótörök kir szó, amely azt jelenti, „gyors”. A nyelvi megfontolásokon túl – mivel jelentésváltozás gyakran előfordul – szükséges további alátámasztás is a sólyommal azonosításra. Erre ad lehetőséget a turulábrázolásokon feltűnő fattyúszárny, amely a szóba jöhető ragadozó madarak közül egyedül néhány sólyomféléknél figyelhető meg. Ilyen a nagyszentmiklósi kincs 2. számú korsójának képe, amelyen a fattyúszárny tökéletesen látható.
A nagyszentmiklósi kincs égberagadási jelenete aligha a turult ábrázolja. Vámbéry Ármin szerint a török ak-kaćir (fehér főnix) „azon mesés madár elnevezése, mely 1000 évig él el és a halhatatlanságra törekvőket a felső régiókba viszi.”
A turul alakja érdekes, visszatérő jelenség a mai napig fellelhető eurázsiai sámánizmusban. A különféle madarak (búvárréce, sas) a sámán (nálunk táltos) repülésével állnak kapcsolatban, kifejezik az utazását a különféle világok között. Az eurázsiai sámánok hite szerint az első sámánasszony egy sastól szülte világra az első sámán férfit. E monda hasonlóságot mutat Emese álma című mondánkkal. A sámánhit maradékát őrző eurázsiai népek gyakran állítanak a mai napig madaras oszlopokat, melyek a világfát szimbolizálják. Koreában ezek az oszlopok védik a falvakat. Az altaji törököknél ezeket a sasos oszlopokat turunak nevezik. E szavak értékelésénél persze figyelembe kell venni, hogy a X. századi magyarságra nem volt jellemző a totemizmus.
Szentmártoni Szabó Géza, László Gyula nyomán a turult a griffel azonosítja. „A magyar történelem nagy lépése, a honfoglalás, egy értelmezett álomkép hatására kezdődik el. Ebben a történetben tehát, bár haloványan, de benne rejlik az erotikus motívum. Az eddigi névfejtések, a férj nevét tévesen értelmezve, nem vették észre, hogy a kiejtést rosszul tükröző írásmód mögött a pusztai népek képzeteihez illeszkedő állat megjelölése rejlik. Eleud helyes olvasata nem az Előd, hanem az Ölűd, azaz Ölyűd, vagyis a ma is használt ölyv, nyílt végű, ölyű szóalakja bújik meg a névben. Az Enodbili (Ünődbéli) név pedig a szarvastehén értelmű ünő szót rejti magában. A szarvasünő hátára telepedő (párosulni akaró) ragadozó madár vagy mesés griffmadár gyakori ábrázolás volt a szkítáknál és a többi pusztai népnél is.” Ennek erősítéséül azzal érvel, hogy Werbőczy István címerében szintén egy szarvas hátára kapaszkodó griff látható, és hasonlóképpen griff-formájú madár van a nagyszentmiklósi kincs néhány darabján is. Mivel Székely István világkrónikájában (XVI. sz.) az „austuris” szót sólyomnak fordította, számára világos, hogy a madár eredeti elnevezését addigra elfelejtették. Megemlíti még, hogy egyedül Kézai Simon szól a madár magyar „turul” nevéről. Összefoglalása: „Véleményem szerint a török eredetű turul név a griffmadár megnevezése volt a régi magyaroknál.”

## A turul jelentősége a régi steppei népek körében
A keleti népeknél a vadászmadarak hagyományosan nagy népszerűségnek örvendettek. Ennek folytán számos, korabeli szemmel szakkönyv foglalkozott leírásukkal. A régi arab, szeldzsuk, oszmán, perzsa és egyéb solymászati szakkönyvekben számos említés történik a turulról (togrul alakban).
A legrégebbi és legrészletesebb solymászkönyv szerint a turul egy nagy méretű, robusztus fekete madár, rendkívül sikeres ragadozó, sorra ejti el áldozatait, anélkül hogy megenné őket. Valamint a királyok, hercegek madara, ritka madár, a legértékesebb vadászmadarak egyike.
A steppei oguz törzsszövetségnél a madarak mint törzsi/nemzetségi jelképek fontos szerepet tölthettek be, melyek a törzsek egymáshoz való rangját jelezték. Az oguzok mind a 24 első nemzetségének (törzsének) volt egy vadászmadara. Figyelemre méltó azonban, hogy turul egyik törzshöz sincsen hozzárendelve, noha az oguzok jól ismerték a turult. Ami arra utalhat, hogy egyik törzs sem érdemelte ki a turult jelképül megkapni. Ennek fényében érdekes, hogy az Árpádok címerén ott szerepel a turul.
A törzsi jelképként ill. címerállatként szereplő vadászmadarat a törzsszövetség vezetője adhatta az adott törzsnek, rangjel gyanánt, mutatni a törzsek/nemzetségek rangsorában elfoglalt helyét.
Sudár Balázs szerint a honfoglaló magyaroknál is volt az oguzokéhoz hasonló kiterjedt vadászmadár-jelképrendszer, ezt a magyar nemesi családok címereiben a vadászmadarak sokasága (Aba, Ákos, Miskolc, Osl), valamint a családnevek (Ákos, Kartal, Turul), és a rengeteg török eredetű vadászmadár-név (karvaly, torontál, ölyv, keselyű, uhu, zongor, bese, esetleg sólyom) mutatja.

## Turul az ősi magyar hitvilágban
Az ősmagyar vallás legendái kétszer is említik a turult.

### Álmos fejedelem születése
Anonymusnál olvashatjuk:
„nyolcszáztizenkilencedik esztendőben Ügyek… nagyon sok idő múltán Magóg király nemzetségéből vezére volt Szkítiának, aki feleségül vette Dentu-mogyerben Önedbelia vezérének Emese nevű lányát. Ettől fia született, aki az Álmos nevet kapta. Azonban isteni csodás eset miatt nevezték el Álmosnak, mert teherben levő anyjának álmában isteni látomás jelent meg sólyom-forma madár képében, és mintegy reá szállva teherbe ejtette őt. Egyszersmind úgy tetszett neki, hogy méhéből forrás fakad, és ágyékából dicső királyok származnak, ámde nem a saját földjükön sokasodnak el.”
Az eredeti latin szövegben nem héja-forma madár, hanem sólyom (astur) szerepel; a későbbi értelmezések a madarat a turullal azonosították.
„Anno dominice incarnationis DCCCXVIIII° Ugek … duxit sibi uxorem in Dentumoger filiam Eunedubeliani ducis, nomine Emesu, de qua genuit filium, qui agnominatus est Almus. Sed ab eventu divino est nominatus Almus, quia matri eius pregnanti per sompnium apparuit divina visio in forma asturis, que quasi veniens eam gravidavit; et innotuit ei, quod de utero eius egrederetur torrens et de lumbis eius reges gloriosi propagarentur, sed non in sua multiplicarentur terra.”
A Képes krónika szövegében a középső rész így hangzik:
„Álmos vezér anyjának álmában egy héja-forma madár jelent meg, rászállott és ettől teherbe esett, méhéből sebes patak fakadt, mely nem a saját földjén növekedett meg. Ezért történt, hogy ágyékából dicső királyok származtak".

#### Értelmezése
A régebbi értelmezések rendre amellett törtek lándzsát hogy a Turul 'teherbe ejti' az ősanyát, már amennyire ez lehetséges. Ezt samanisztikus-animisztikus alapon vélték elfogadhatónak, noha a magyar ősvallás ennél magasabb fokon állt. Az újabb kutatások (Demény István Pál, Dümmerth Dezső, Szabados György) ezzel szemben a Turul őrző lény szerepére mutatnak rá, mely nem teherbe ejt, hanem a már várandós asszonynak jelenik meg. A keleti mondavilágban egyébként az ilyen madarat Szimurgnak hívják és jellemző feladata a (később nagy sorsra hivatott) kisded őrzése, bajoktól óvása. Ezáltal az eddigi kettő külön(nek tartott) magyar eredetmonda (Attilától való leszármazás, Turul-monda), egyesül, egymást kiegészítő szöveggé válik: az első magyar uralkodóház saját hiteles öröksége.
Ez értelmezést a latin szöveg Geréb László általi fordítása is alátámasztja: „álmában keselyűforma madár jelent meg,amikor terhes állapotban volt.” Ez a fordítás a helyes; szó sincs madár általi nemzésről.

### Honfoglalás
A turul második szerepe a honfoglalás legendájában van. E szerint a magyarok fejedelme még a levédiai tartózkodásuk idején azt álmodta, hogy hatalmas sasok támadták meg az állataikat és kezdték széttépni őket. Az emberek megkísérelték megtámadni a sasokat, de nem sikerült, mert mindig máshol támadtak. Ekkor megjelent egy gyors, bátor turul, és a magasból támadva megölte az egyik sast. Ezt látva a többi sas elmenekült. Ezért elhatározták a magyarok, hogy máshová mennek lakni. Elindultak Attila földjére, melyet örökül hagyott rájuk, de az utat nem ismerték. Ekkor ismét megjelent a turulmadár, s a fejedelem fölé szállva lekiáltott neki, hogy kövessék őt, míg el nem tűnik a szemük elől. Az álom után nem sokkal dögvész ütött ki az állatok között, s a mindenfelé fekvő tetemeken lakmározó keselyűk közül egy arra repülő turul a magasból lerúgta az egyiket. Ezek után felismerve az álmot e jelenetben, az összes magyar felkerekedett és követte a turult. Ahol a madár eltűnt a szemük elől, ott tábort ütöttek, majd ekkor ismét előtűnt a turul, és a magyarok újra követték minden népükkel együtt. Így jutottak el Pannóniába, Attila egykori földjére. Itt aztán a madár végleg eltűnt szemük elől, ezért itt maradtak.
Ennek a mondának a valóságos alapja az lehet, hogy a magyarok valóban addig a helyig vonultak Európában nyugat felé, ahol a kerecsensólyom fészkel.

## Turulábrázolások

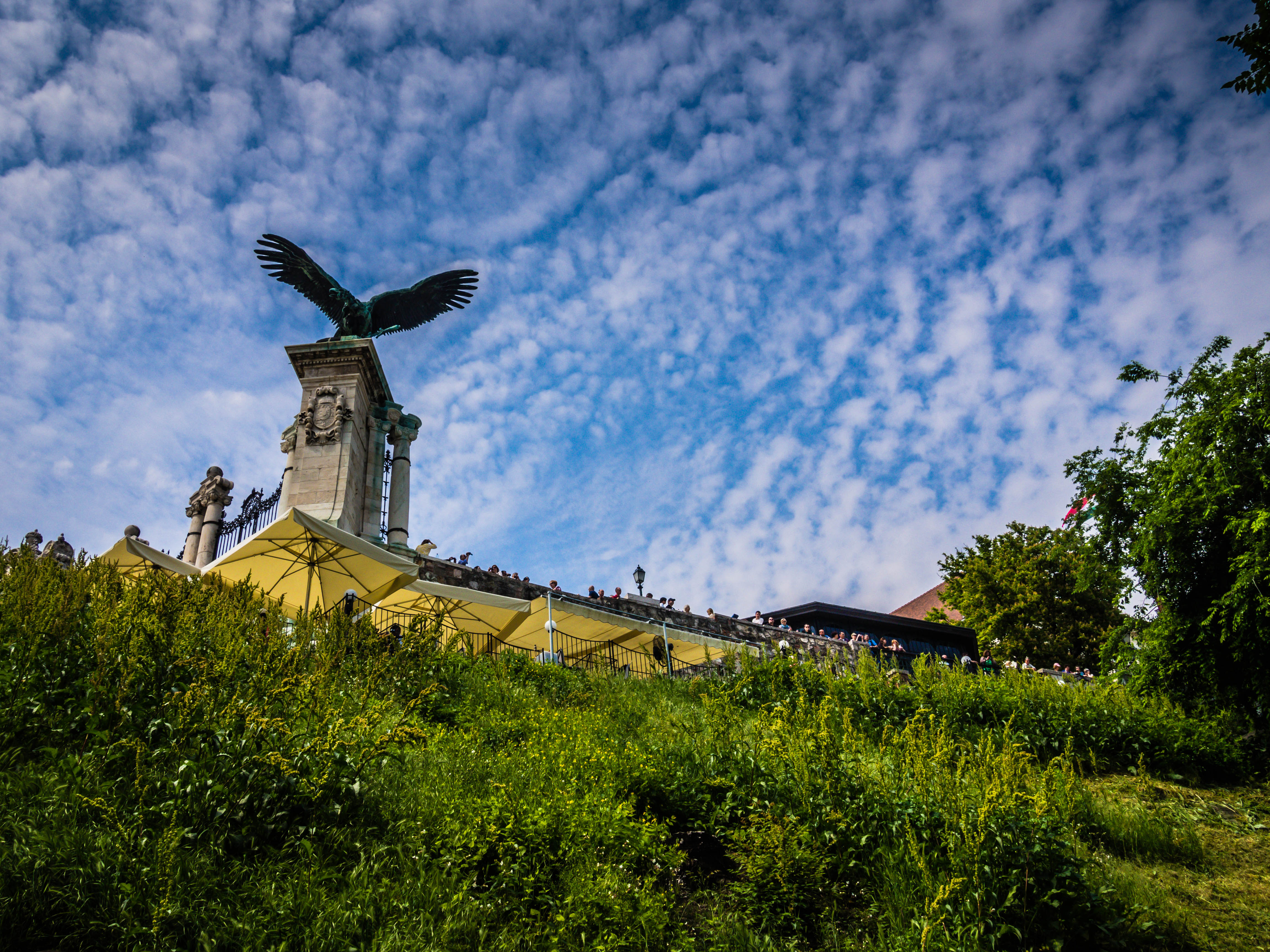
Turul szobor a budai Várpalota északkeleti sarkánál, a hat méter magas alkotást Donáth Gyula készítette 1903-ban

A kora középkorban a hunok, avarok és magyarok kedvelt díszítőmotívuma a turul, erről több régészeti lelet tanúskodik. A turulmadár 2001 óta az Nemzetbiztonsági Hivatal (NBH) jelképében is szerepel. A hétköznapokban a leggyakrabban a jelenleg forgalomban lévő ötven forintos érmén lehet találkozni turulos (kerecsensólymot ábrázoló) domborművel.

### Modern turulszobrok

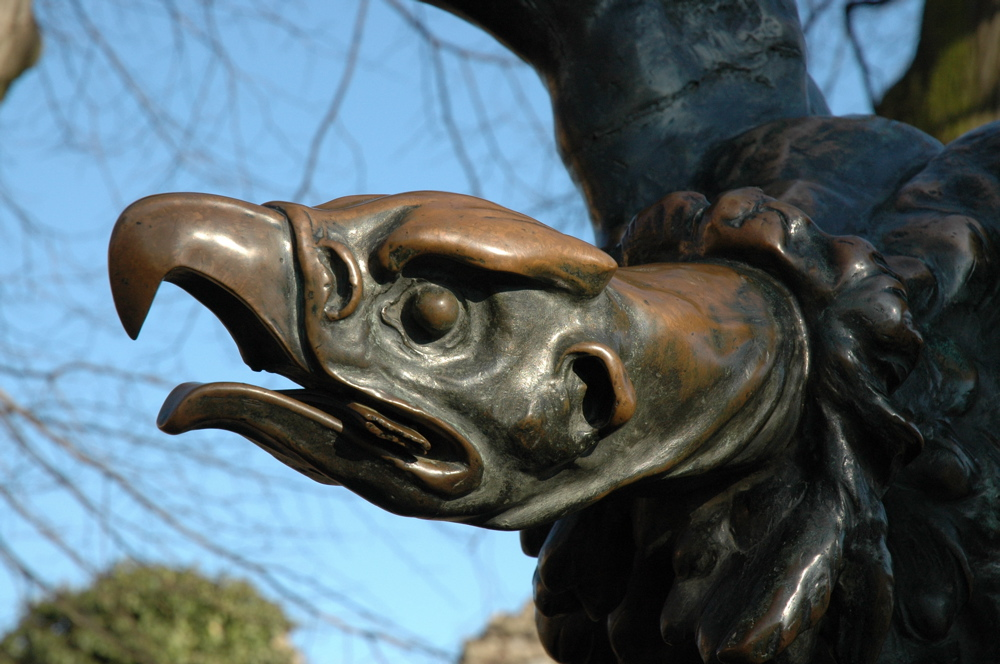
Az ungvári várkertben található turulszobor feje

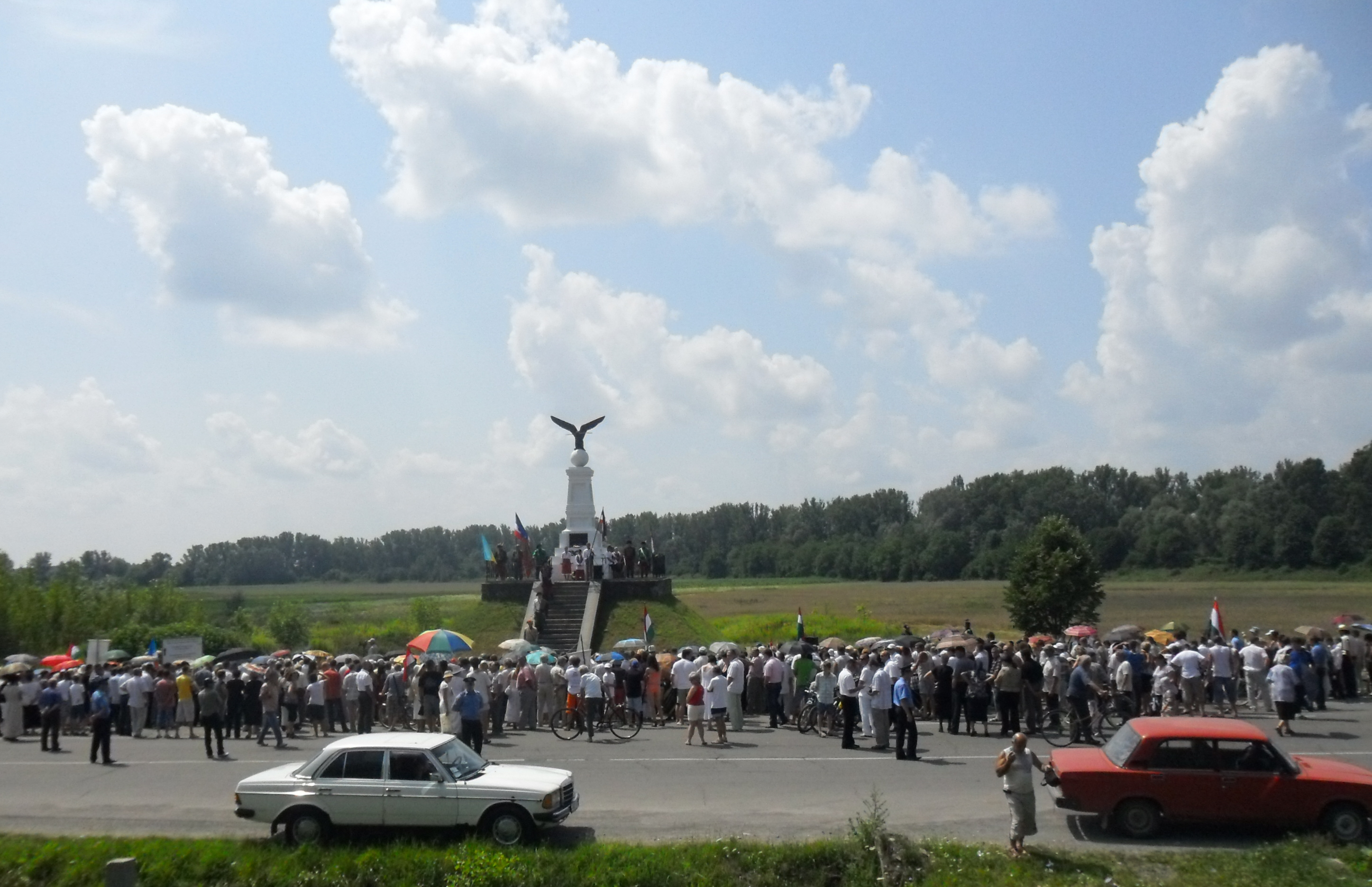
Turul-emlékmű (Tiszaújlak), 2011. július 17.

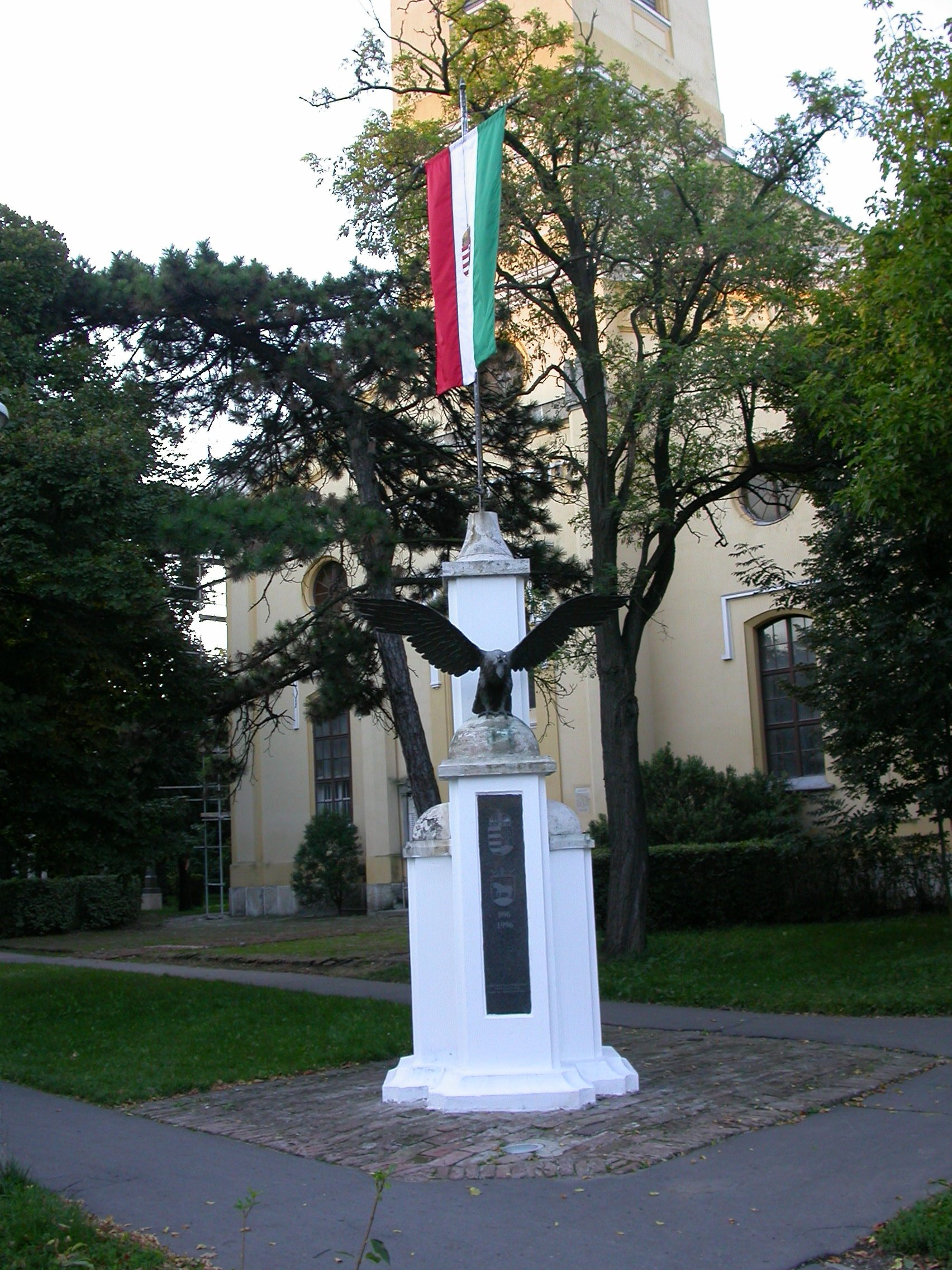
A karcagi országzászló talapzatán látható szobor

- Millenniumi emlékművek:

Az országban 1896-ban, a millenniumi ünnepségek alkalmával hét helyen állítottak emlékművet a Wekerle-kormány megbízására: Dévény, Nyitra, Munkács, Brassó, Pannonhalma, Zimony és Pusztaszer helységekben – ebből csak Pusztaszer és Pannonhalma található a mai országhatárokon belül. A hét emlékműből hármon: a nyitrain (4 darab is), a munkácsin és a zimonyin volt turulszobor.
A dévényi, munkácsi, zimonyi és brassói emlékművek az ország „négy kapuját” szimbolizálták.[forrás?] Dévény, ahol a Duna hazánkba jő, az ország nyugati kapuja. Nyitra az északnyugati országrész püspökségi központja, a Vereckéhez közeli Munkácson Anonymus szerint Árpádék pihentek meg, Brassó a haza délkeleti kapuja, a zimonyi turul „áttekint a Száván, Nándorfehérvárra: a Hunyadi, Kinizsi, Dugovics védte falakra.” Pusztaszer emléke, hogy a honfoglalás közben Árpád megtartotta az első magyar országgyűlést. Pannonhalmán alapította Géza fejedelem 996-ban az első bencés apátságot, ez tehát a kereszténység felvétele miatt fontos.
Mindegyik „átnézett a határon”, azaz az országból kifelé fordult. Ausztriával, Oroszországgal, Szerbiával és Romániával szembefordulva jelezték, hogy megvédik a magyar állam integritását. A szobroknak belső figyelmeztető funkciójuk is volt: a nyitrai a felvidéki szlovákokat, a munkácsi a kárpátaljai ruténeket, a brassói az erdélyi románokat és szászokat, a zimonyi a délvidéki szerbeket és horvátokat volt hivatva a magyar állam területi egységére inteni.[forrás?]
A Nyitrán a Zobor hegy legmagasabb pontján álló,  Berczik Gyula szobrász tervei alapján készült 20 méter magas gránit emlékoszlopot 1921. február 9-én cseh legionáriusok ledöntötték és eltávolították. Napjainkra csak a hengerszerű talapzat maradt meg belőle. A zimonyi vártornyon álló szobrot, a dévényi várhegyen levőt és a brassói Cenk-hegyen állítottat 1918-ban a megszálló kisantant államok csapatai ugyancsak megsemmisítették.
- Budapesti turulszobrok (tizenhárom helyen a városban):
  - Turulmadarak díszítik a Szabadság hidat Budapesten.
  - Budapesten a budai Várnegyedben, a királyi palota északkeleti végén álló 6 m magas szobrot Donáth Gyula 1905-ben készítette.
  - Budapest XII. kerületében (Hegyvidék) 2005. október 22-én avattak fel egy  szobrot, a világháborús áldozatok emlékére.
  - A budapesti Közlekedési Múzeum előtt is található egy turulszobor.
- Tiszaújlak és a vele szomszédos Tiszabecs és Tiszabökény határában, közvetlenül a Tiszabecs és Tiszaújlak között megépített nemzetközi közúti határátkelő állomás épülete mellett, egy mesterséges halom tetején áll a Turul-emlékmű (é. sz. 48° 05′ 34″, k. h. 22° 50′ 19″48.092778°N 22.838611°E). 1703. július 14–16-án a kuruc csapatok itt aratták első győzelmüket. A győztes csata helyén 1906-ban, II. Rákóczi Ferenc hamvainak Rodostóból való hazahozatalakor emlékoszlopot állítottak. Egy mesterségesen emelt, négyzet alaprajzú domb tetejére obeliszket, tetejére gömböt állítottak, arra szárnyait kitáró turulmadarat helyeztek. A kárpátaljai magyarság 1988 óta minden évben július 17-én, itt ünnepli Rákóczi fejedelem első győztes csatájának emléknapját, a Tiszabecsi átkelést. Jókai Mór „Szeretve mind a vérpadig” című művében dolgozta fel az eseményt.
- A Tatabánya melletti Kő-hegy tetején lévő turulszobor kiterjesztett szárnyainak fesztávolsága majdnem 15 méter. Kézai Simon krónikája szerint a honfoglaló Árpád vezér seregei bánhidai csatában(wd) győzték le Szvatopluk szláv fejedelem hadait. A  millennium alkalmából helyi kezdeményezésre felállított turulszobor Donáth Gyula alkotása. 1992-ben felújították és újra felavatták.
- Ongán, Borsod és Abaúj egykori vármegyék határán áll az ongaújfalui part tetején egy szobor. 1931-ben József királyi herceg avatta fel a 34. gyalogezred 12 méternél magasabb emlékoszlopát, melyre Ligeti Miklós készített turulmadarat. Az 1990 óta álló jelenlegi szobrot Pócsik István szobrászművész készítette.
- Fehérvárcsurgón, a Károlyi-kastély parkjában is áll egy turul-emlékmű, egy dór oszlop tetején.
- Az ungvári vár udvarán található turulszobor eredetileg Ungvár határában egy határ-emlékjel része lehetett. 1944-ben elásták, és csak a Szovjetunió felbomlása után került elő ismét.
- További szobrok találhatók e településeken: Fehéregyháza (az 1848–49-es forradalom és szabadságharc csatájának emlékoszlopán),  Karcag (az országzászló talapzatán), Piliscsaba (10-es út mellett, a Nagytemplom előtt), Sajószentpéter (a református templom előtti parkban), Szeged (az 1849-es szőregi csata emlékműve), Szabadka - a szerb partizánok 1944 őszi vérengzéseinek emlékműve, egy törött szárnyú turul.
- A munkácsi vár bástyáján is volt turulszobor, melyet a trianoni békediktátum után a csehek 1924. december 17-én lebontottak, majd 1945-ben a Vörös Hadsereg parancsára beolvasztották vörös csillagok alapanyagának. Ezt 2008 márciusában visszaállították eredeti helyére. A helyreállított emlékmű 800 kg súlyú, 6 méteres szárnyfesztávolságú madár; Mihajlo Beleny ungvári szobrász műve és Kijevben öntötték. Spányi Antal székesfehérvári és Majnek Antal munkácsi római katolikus megyés püspök szentelte fel.
- Magyarországon összesen legalább 195 szobor áll 183 településen. Felvidék magyarlakta részén 8, Kárpátalján 5; Erdélyben 32, Partiumban 16, Délvidéken legalább 7 szobor áll. Burgenlandban Rábakeresztúron van az egyetlen turulszobor.
- Elenyésztett (elpusztított, ellopott) turulszobrok:
  - Erdélyben Dés (1934), Parajd (1944), Szilágysomlyó (1933), Zilah (1968), Mikelaka (1980-as évek) szobrait pusztították el, Bácskában a kishegyesi (1945) emlékművet.
  - 2005-ben a Felvidék magyarlakta déli részén, Perbete, Bátorkeszi, Kürt, Nagykeszi, Kolozsnéma, Hetény községek turulszobrait mind ellopták.
- Ásotthalmi turul szobor
  - A több mint 5 méter magas emlékmű Ásotthalom–Királyhalom nemzetközi határátkelőtől mintegy 100 méterre található. A tervek szerint e területen egy emlékparkot kívántak létrehozni egy múzeummal, amely bemutatta volna a délvidéki mészárlást, ez azonban még nem készült el.
  - „A Hatvannégy Vármegye Alapítvány (HVA) a második világháború végén a jugoszláv partizánok által lemészárolt ártatlan magyarok emlékére állított turul-szobrot Ásotthalmon.
  - A Magyar Mártíromság Emlékmű Tóbiás Klára alkotása. A szobor építését a Gyarapodó Magyarországért Alapítvány támogatta.
  - Történelmünk egyik talán legsötétebb fejezete az 1941-es "hideg napi" mészárlásra adott válasz, az 1944–45-ös, titóista partizánok által elkövetett délvidéki bosszú. Az áldozatok pontos száma sajnos mind a mai napig nem ismert, becslések szerint mintegy 40 ezer magyar polgári lakost, nőket és gyerekeket gyilkoltak meg, sok esetben brutális módon a főként szerbekből álló partizáncsapatok.
  - Az emlékmű talapzata egy Nagy-Magyarország forma, amelyből egy megnyirbált életfa nő ki. Tetején egy turulmadár látható, amely szögesdrótban fészkel. Utóbbi a határon túli magyarság máig tartó helyzetét szimbolizálja. A madár csőrében egy kardot tart, ami nem a harcot, hanem az erőt képviseli.”

## Forrásmunkák
- Fodor István 1999: A sas szerepe a honfoglaló magyarság hitvilágában. In: Fülöp Éva Mária – Kisné Cseh Julianna (szerk.): Magyarok térben és időben. Tudományos Füzetek 11. Tata, 141-161.
- Turul – Dr. Kiszely István: A magyar nép őstörténete
- Eredetmondák – Adorján Imre: A turul gyermekei
- Sudár Balázs: Turul szavunk művelődéstörténeti hátteréhez. Történelmi Szemle, 59. (2017) 4. 605–620.
- Szabados György: Ünődbeli asszony - a turulmonda újraértelmezésének két ellenpróbája.
- Szabados György: Attila-ős, a sólyomforma madár és a fehér elefánt.
- Radics Géza: A Turulmadár
- Z. Tóth Csaba: A nagyszentmiklósi kincs és a régi kaukázusi művészet, II. rész
- Vámbéry Ármin (1882): A magyarok eredete. Ethnologiai tanulmány. Budapest.
- Vámbéry Ármin (1914): A magyarság bölcsőjénél. A magyar–török rokonság kezdete és fejlődése. Budapest.